# Mea culpa (pel·lícula de 2014)
Mea culpa és una pel·lícula de thriller francesa del 2014 dirigida per Fred Cavayé, protagonitzada per Vincent Lindon, Gilles Lellouche i Nadine Labaki. S'ha doblat i subtitulat al català.

## Sinopsi
Un inspector de policia i el seu antic col·lega investiguen una sèrie d'assassinats a Toló. Finalment, detecten una banda d'assassins que treballa per a la màfia sèrbia. Els delinqüents no s'aturen davant de res per seguir la seva missió, però els dos francesos tampoc.

## Repartiment
- Vincent Lindon com a Simon
- Gilles Lellouche com a Franck
- Nadine Labaki com a Alice
- Max Baissette de Malglaive com a Théo
- Gilles Cohen com a Pastor
- Medi Sadoun com a Jacquet
- Velibor Topic com a Milan
- Cyril Lecomte com a Jean-Marc
- Gilles Bellomi com a Andréi
- Sofia Essaïdi com a Myriam
- Sacha Petronijevic com a Pietr
- Pierre Benoist com a Boris
- Alexis Manenti com a Slobodan
- Tomi May com a Oleg
- Eric Bougnon com a Karl
- Pierre Nisse com a Kevin
- Justine Fabre com a Manon